# يشار علييف
يشار تيمور أوغلو علييف (بالأذرية: Yaşar Teymur oğlu Əliyev) ( وُلد في 19 أغسطس 1955) هو دبلوماسي أذربيجاني، يشغل منصب الممثل الدائم لأذربيجان لدى الأمم المتحدة منذ عام 2014. شغل سابقًا منصب الممثل الدائم لأذربيجان لدى الأمم المتحدة خلال الفترة من 2002 إلى 2006، كما عمل سفيرًا لدى الولايات المتحدة الأمريكية من 2006 إلى 2011. إضافة إلى ذلك، كان أول سفير لأذربيجان لدى كوبا في عام 2006.